# Kranjsko mestno obzidje
Kranjsko mestno obzidje je obzidje, ki obkroža stari del mesta Kranja. Njegovi najstarejši ostanki segajo v 1. stoletje.

## Poznoantično obzidje
Najstarejše obzidje (ali vsaj utrdba) je bilo postavljeno že v začetku 1.stoletja. Ostanki tega so bili odkriti leta 1989 pri arheoloških izkopavanjih na dvorišču gradu Khislstein. Takrat je bilo ugotovljeno tudi, da na tem delu srednjeveško mestno obzidje stoji neposredno na poznoantičnem, ki je ohranjeno še do višine 1,5 m. Poznoantično obzidje, ki ga s pomočjo spremljajočih najdb datirajo v 5. in 6. stoletje, je bilo odkrito pri izkopavanjih na Pungartu leta 1990, kar je bil dokaz da je bila naselbina Carnium za tisti čas dokaj velika.

## Srednjeveško obzidje
Kdaj je mesto dobilo srednjeveško obzidje, ni znano, čeprav je verjetno mesto dobilo svoje obzidje v istem stoletju kot mestne pravice - to je v 13. stoletju.  Kranj je z vzhodne strani (ob reki Kokri) naravno zavarovan, tako da tam ni obzidja. Obzidana je bila le zahodna (ob reki Savi) in severna stran. Dolžina celotnega obzidja je bila približno 870 m, z 8 obrambnimi stolpi. Na lažje dostopnih mestih (med Pungartom in Vodopivčevo ulico je bilo obzidje dvojno.
- Prvi stolp je stal na konici pomola nad Kokro. Njegove ostanke so odkrili ob izkopavanju leta 1991.
- Drugi stolp je v celoti ohranjen in obnovljen. V njem so bile v 19. stoletju mestne ječe,
- Tretji stolp je na Pungartu, ki ga je dal lastnik leta 1879 porušiti.
- Četrti stolp, nad Vodopivčevo ulico, je skoraj v celoti ohranjen. Manjka mu streha.
- Peti stolp je v gradu Khislstein.
- Šesti stolp še stoji na Škrlovcu. Imel je glavno vlogo v mestni obrambi in je služil kot mestna orožarna.
- Sedmi stolp je bil na vrhu Jelenovega klanca. Njegovi ostanki se le še slutijo v zaobljenih temeljih pod stavbo v Reginčevi ulici.
- Obzidje na severni strani je moralo biti še posebej močno. Na nekaterih mestih (za hotelom Jelen) je še ohranjeno v prvotni debelini 10 m in do višine 6 m.
- V poglobljenem terenu za Jahačevim prehodom se še sluti nekdaj mogočni obrambni jarek.
- Obzidje se je zaključevalo z okroglim osmim stolpom na kokrški strani.

## Mestna vrata
Mesto je imelo dvoje vrat. Glavna so bila pod Roženvensko cerkvijo zavarovana z dvojnim obzidjem, stolpi in dvižnim mostom, gornja vrata pa so vodila v mesto s severne strani preko obrambnega jarka in skozi visok kvadratni stolp, ki ni več ohranjen. Poleg tega so obstajala tudi »mala vratca« na kokrški in savski strani (na vrhu sedanjih stopnic pri Škrlovcu).

## Saniranje obzidja
Del mestnega obrambnega obzidja, med četrtim obrambnim stolpom in gradom Khislstein, je bil saniran v letu 1990. Hkrati so bile izvedene arheološke raziskave, v katerih so pod srednjeveškim obzidjem iz druge polovice 15. stoletja odkrili obrambna zidova iz 1. in 6. stoletja. Te pomembne najdbe dokazujejo utrjenost naselbine od 1. stoletja dalje.